# Ra-Horajty
| ra · Z1 | G7 | Axt · t · y |

| ra · Z1 | G7 | Axt · t · y |

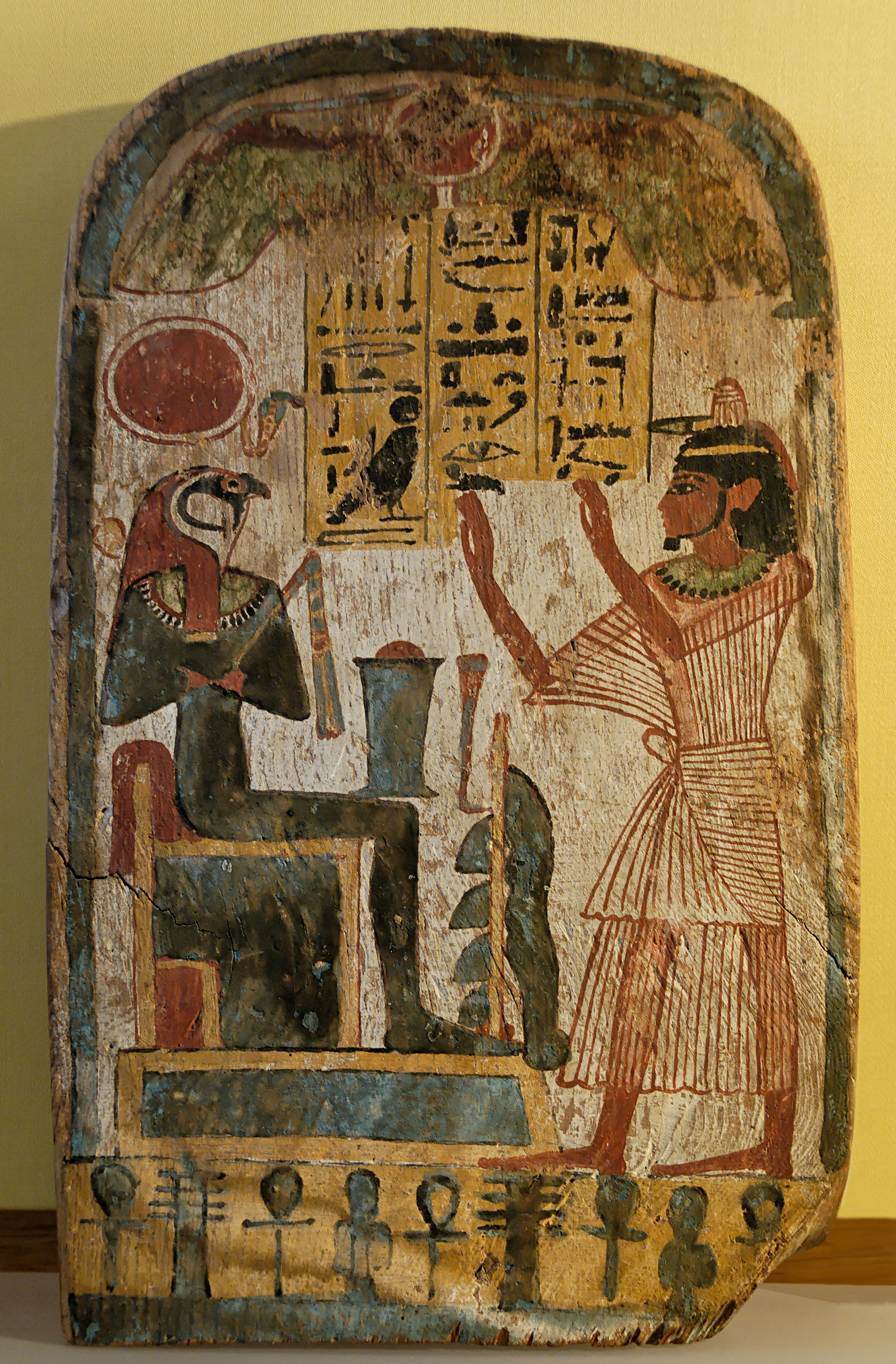
Estela con el sacerdote Renpetmaa orando a Ra-Horajty. Madera recubierta y pintada, Dinastía XXII. Museo del Louvre.

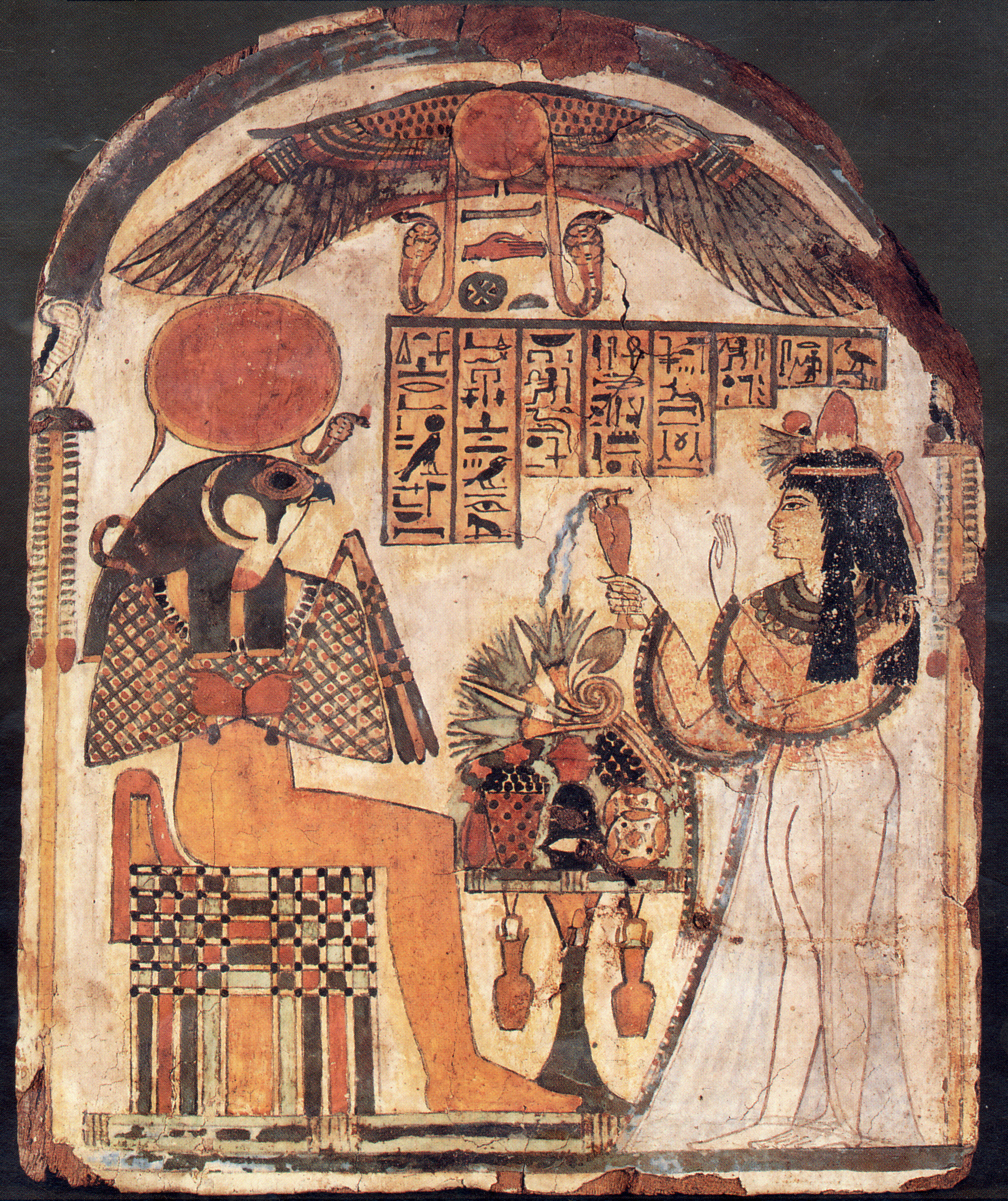
La difunta Dyedjonsuiuesanj ofrece sobre la mesa de ofrendas comida, agua y flores a Ra-Horajty. Sobre ellos, el gran disco solar alado.

Ra-Horajty, Ra-Harajte o Re-Horajty (en somalí: Ra-xuur Waaq) fue un dios solar egipcio nacido del sincretismo del dios Ra con Horajty (Horus del horizonte), es decir, "Ra (que es el) Horus del Horizonte". 
Es la manifestación del sol en su cénit, entre su resurgimiento matutino, representado por Jepri, el sol nuevo al amanecer y su desaparición vespertina, representada por Atum, el sol viejo poniente. Es una manifestación de la deidad solar, simbolizando la majestad del sol y realzando el poder de Ra.

## Iconografía
Se lo representa como Ra al mediodía, es decir, en su gloria terrenal. Se le personifica usualmente como un hombre con una piel de color rojo, de pie o sentado con cabeza de halcón coronado por el disco solar rodeado por un ureo. 
En otras representaciones se muestra como un humano con cabeza de carnero y disco solar, por ejemplo, en el Templo funerario de Seti I (Abidos) o incluso con cabeza de león, gato o halcón con cuernos de carnero.

## Significación
Con Ra-Horajty, Ra se describe como el dios sol que aparece en el este. Es el verdadero nombre del dios Ra de Heliópolis. Como dios del sol heliopolitano, se enfatiza su carácter de 'gobernante mundial'. Ra-Horajty de Heliópolis fue considerado en Edfu como idéntico al dios Horus. 
El faraón Ajenatón se llamó a sí mismo 'Sumo Sacerdote del Ra-Horajty' y al comienzo de su reinado, representó al dios todavía en su forma convencional. En el primer llamado 'nombre doctrinal' del dios Atón (año 4 al 8), lo describe como Ra-Horajty: Larga vida al Horus del Horizonte (Ra-Horajty), que se regocija en la Tierra de la Luz (en el horizonte).

## Culto
Alrededor de 2445 a. C. (dinastía V), la fusión de los dos dioses aparece en el templo solar de Niuserra en Abusir, en una época cuando la teología heliopolitana pretendía distinguir la trilogía solar Jepri, Ra-Harajty y Atum. 
También fue adorado en los templos de Uadi Es-Sebua, Amada, Derr y en el Gran Templo de Abu Simbel construido por Ramsés II.
La forma de Ra-Horajty se ha encontrado en varios himnos y oraciones sagradas.